# چسبندگی قیمت
چسبندگی اسمی، همچنین به عنوان چسبندگی قیمت یا چسبندگی دستمزد شناخته می‌شود، وضعیتی را شرح می‌دهد که قیمت نرمال در آن به تغییر مقاوم است. چسبندگی نرمال کامل وقتی اتفاق می‌افتد که قیمت برای بازهٔ مناسبی از زمان در شرایط نرمال ثابت شده باشد. به عنوان مثال قیمت کالایی خاص می‌تواند به ازای ۱۰ دلار برای هر واحد برای ۱ سال ثابت شود. چسبندگی قیمت جزئی زمانی اتفاق می‌افتد که قیمت در شرایط نرمال متفاوت باشد ولی نه به اندازه‌ای که قیمت کاملاً انعطاف‌پذیر باشد. به عنوان مثال در بازار تنظیم می‌تواند محدودیت‌هایی برای مقدار یک قیمت که چقدر می‌تواند در یک سال داده شده تغییر پیدا کند وجود داشته باشد.
اگر به کل اقتصاد نگاه کنیم برخی قیمت‌ها می‌توانند بسیار انعطاف‌پذیر و برخی دیگر چسبنده باشند. این امر هدایت خواهد کرد به سطح کلی قیمت (که ما می‌توانیم به عنوان میانگینی از قیمت‌های منحصر به فرد به آن فکر کنیم) که تنبل یا چسبنده باشد به این معنا که به شک‌های اقتصاد کلان واکنش نشان نمی‌دهد به همان اندازه‌ای اگر قیمت‌ها انعطاف‌پذیر بودند واکنش نشان می‌داد. از ایده‌ای مشابه می‌توان برای دستمزدهای اسمی استفاده کرد. حضور چسبندگی قیمت قسمتی مهم از تئوری اقتصاد کلان هست از زمانی که می‌تواند توضیح دهد که چرا بازارها نمی‌توانند در کوتاه مدت یا حتی در بلند مدت به تعادل دست پیدا کنند. کینز در نظریه عمومی اشتغال، بهره‌وری و پول خود استدلال کرد که دستمزد اسمی، چسبندگی رو به پایین را نشان می‌دهد به این معنی که کارگران مخالف قبول کردن کاهش‌های دستمزدهای اسمی هستند. این می‌تواند منجر به بیکاری غیرارادی شود زیرا برای دستمزدها زمان می‌برد تا با حالت تعادل تنظیم شوند یعنی وضعیتی که او فکر کرد که به رکود بزرگ اعمال شده.

## مدرک
در حال حاضر مقدار زیادی مدرک وجود دارد در مورد اینکه چه مدت طلسم قیمت‌ها ادامه پیدا می‌کنند و اشاره می‌کند که مقدار زیادی چسبندگی قیمت اسمی در قیمت‌هایی که بدون تغییر باقی می‌ماند وجود دارد. طلسم قیمت مدت زمانی است که در طول آن قیمت اسمی موردی خاص بدون تغییر باقی می‌ماند. برای برخی از موارد، مثل گازوئیل یا گوجه‌فرنگی قیمت‌ها مشاهده می‌شوند تا مکرراً تغییر کنند که منجر می‌شوند به تعداد زیادی طلسم‌های قیمتی کوتاه. برای دیگر موارد مثل هزینهٔ یک بطری شامپاین یا هزینهٔ یک وعده در رستوران قیمت ممکن است برای مدت زمانی طولانی (چند ماه یا حتی چند سال) ثابت باقی بماند. یکی از غنی‌ترین منابع اطلاعات در مورد این موضوع، هست اطلاعات قیمت پیشنهادی هست که مورد استفاده قرار گرفته تا شاخص قیمت مصرف‌کننده(CPI) را بسازد. سازمان‌های آماری در بسیاری از کشورها ماهیانه ده‌ها هزاران از قیمت‌های پیشنهادی را برای موارد مشخص به منظور ساخت شاخص CPI جمع‌آوری می‌کنند. در سال‌های اولیه قرن بیست و یکم تعدادی تحقیقات بزرگ از چسبندگی قیمت اسمی در آمریکا و اروپا وجود داشت که به نقل اطلاعات خرد از شاخص قیمت مصرف‌کننده استفاده می‌کردند. جدول ذکر شده چسبندگی قیمت را همان‌طور که در فرکانس تغییرات قیمت‌ها بر میانگین ماهیانه در تعدادی از کشورها بازتاب شده ارائه می‌دهد. به عنوان مثال در فرانسه و انگلستان هر ماه به‌طور میانگین ۱۹درصد قیمت‌ها تغییر پیدا می‌کنند که اشاره نشان که به‌طور میانگین طلسم قیمت ۵٫۳ ماه طول می‌کشد.
| کشور (دادهٔ CPI) | فرکانس (به ازای هر ماه) | متوسط مدت زمان طلسم قیمت (ماه‌ها) | بازهٔ داده‌ها |
| --------------- | ----------------------- | -------------------------------- | ----------- |
| US              | ۲۷٪                     | ۳٫۷                              | ۱۹۹۸–۲۰۰۵   |
| UK              | ۱۹٪                     | ۵٫۳                              | ۱۹۹۶–۲۰۰۷   |
| Eurozone        | ۱۵٪                     | ۶٫۶                              | ۱۹۸۹–۲۰۰۴   |
| Germany         | ۱۰٪                     | ۱٫۰                              | ۱۹۹۸–۲۰۰۴   |
| Italy           | ۹٪                      | ۱۱٫۱                             | ۱۹۹۶–۲۰۰۳   |
| France          | ۱۹٪                     | ۵٫۳                              | ۱۹۹۴–۲۰۰۳   |

واقعیت ذکر شده که طلسم‌های قیمت به‌طور میانگین ۷٫۳ ماه طول می‌کشند به این معنا نیست که قیمت‌ها چسبنده نیستند. دلیل آن این است که تعداد زیادی از تغییرات قیمت موقت هستند (به عنوان مثال فروش‌ها) و قیمت‌ها به قیمت معمول یا قیمت مرجع ارجاع می‌دهند. پاک کردن فروش‌ها و قیمت موقت به‌طور قابل ملاحظه‌ای افزایش طول میانگین طلسم‌های قیمت را کاهش می‌دهد: در ایالات متحده مدت زمان طلسم اصلی را به ۱۱ ماه تغییر می‌دهد. قیمت مرجع می‌تواند به‌طور میانگین بدون تغییر برای ۵٫۱۴ ماه در اطلاعات ایالات متحده باقی بماند. همچنین این قیمت‌ها هستند که ما به آن‌ها توجه داریم. اگر قیمت گوجه فرنگی‌ها هر ماه تغییر کند قیمت آن‌ها ۱۲طلسم قیمت را در یک سال ایجاد می‌کنند. قیمتی دیگر که به همان اندازه مهم است (به عنوان مثال گوجه‌فرنگی کنسرو شده) ممکن است تنها یک بار در سال تغییر کند (یک طلسم قیمت در ۱۲ ماه). تنها با نگاه کردن به قیمت‌های این دو کالاها ما مشاهده می‌کنیم که ۱۳ طلسم قیمت با مدت زمان میانگین ۲ماه وجود دارد. اما اگر ما از ۲مورد (گوجه فرنگی و گوجه فرنگی کنسرو شده) میانگین بگیریم می‌بینیم که میانگین طلسم ۵٫۶ ماه است. توزیع بازه‌های زمانی طلسم قیمت و معنای آن به سختی تحت تأثیر قیمت‌ها قرار گرفته‌اند که طلسم‌های قیمت کوتاه مدت را ایجاد می‌کنند. اگر ما به چسبندگی قیمت در یک اقتصاد نگاه کنیم ما بیشتر علاقه‌مند هستیم به توزیع بازه‌های زمانی در میان قیمت‌ها به جای توزیع بازه‌های زمانی طلسم قیمت در خودش. اگرچه شواهد قابل ملاحظه‌ای وجود دارد که قیمت‌های چسبنده از نظر میانگین برای مدت زمان طولانی (حدود ۱۲ماه) بدون تغییر باقی می‌مانند. از آنجایی که توزیع ان دشوار است چسبندگی قیمت جرئی برای اندازه‌گیری سخت‌تر است حتی اگر قیمت از حالتی از که در آن قیمت کاملاً انعطاف‌پذیر باشد کمتر تغییر کند.

## مدل‌سازی قیمت‌های چسبنده
اقتصاددان‌ها در بسیاری از جهات برای مدل‌سازی قیمت‌های چسبنده تلاش کرده‌اند. این مدل‌ها می‌توانند دسته‌بندی شوند به عنوان وابسته به زمان که در آن شرکت‌ها قیمت‌ها را با گذر زمان تغییر می‌دهند و تصمیم می‌گیرند تا به صورت مستقل قیمت‌های محیط اقتصادی را تغییر دهند یا وابسته به وضعیت که در آن شرکت‌ها تصمیم می‌گیرند تا قیمت‌ها را در پاسخ به تغییرات در محیط اقتصادی تغییر دهند. تفاوت‌هایی که می‌توان به آن‌ها در پروسه‌ای دو مرحله‌ای فکر شود: در مدل‌های وابسته به زمان شرکت‌ها تصمیم می‌گیرند تا قیمت‌ها را تغییر بدهند و سپس شرایط بازار را ارزیابی کنند، در مدل‌های وابسته به وضعیت شرکت‌ها ابتدا شرایط بازار را ارزیابی می‌کنند سپس تصمیم می‌گیرند که چگونه پاسخ دهند.
در مدل‌های وابسته به زمان تغییرات قیمت به صورت برون زا تناوبی شده‌اند بنابراین درصد ثابتی از شرکت‌ها در زمان داده شده قیمت‌ها را تغییر می‌دهند. هیچ گزینشی وجود ندارد به این عنوان که کدام شرکت‌ها قیمت‌ها را تغییر می‌دهند. دو مدل وابسته به زمان که به‌طور معمول مورد استفاده قرار می‌گیرد بر اساس مقاله‌های تیلور و کالوو است. در مقالهٔ کالوو (۱۹۸۳) تغییرات قیمت یک فرایند پولسون را دنبال می‌کنند. در هر دو مدل انتخاب قیمت‌های متغیر مستقل است از نرخ تورم.
مدل تیلور ان مدلی است که شرکت‌ها قیمت را تعیین می‌کنند درحالی که دقیقاً می‌دانند قیمت چه مقدار ادامه پیدا خواهد کرد (مدت زمان طلسم قیمت). شرکت‌ها به گروه‌های مختلف تقسیم‌بندی شده‌اند بدین ترتیب در هر بازه همان نسبت از شرکت‌ها قیمت خود را مجدد تنظیم می‌کنند. به عنوان مثال با دو دوره از طلسم‌های قیمت، نیمی از شرکت‌ها در هر بازه قیمت خود را مجدد تنظیم می‌کنند. به‌طور کلی اگر طلسم‌های قیمت برای n دوره ادامه پیدا کند در هر بازه تناسب 1/n شرکت‌ها مجدد قیمت خود را تنظیم می‌کند و قیمت کلی میانگین قیمت‌هایی هست که در حال حاضر و در n-1 بازه تنظیم شده‌اند. در هر نقطه‌ای از زمان توزیع یکنواختی از سنین طلسم‌های قیمت وجود خواهد داشت: (1/n) قیمت‌های جدید در اولین دوره زمانی آن‌ها خواهد بود، (1/n) در دومین دوره و به همین ترتیب 1/n در n امین دوره.
در مدل قراردادهای مبهوت کالوو احتمال ثابتی وجود (h) دارد که شرکت می‌تواند قیمت جدیدی را تنظیم کند؛ بنابراین تناسبی از شرکت‌ها در هر بازه که بخواهند می‌توانند مجدداً قیمت خود را تنظیم کنند در حالیکه نسبت باقی مانده قیمت خود را ثابت نگه می‌دارند. در مدل کالوو زمانی که شرکتی قیمت خود را تنظیم می‌کند شرکت نمی‌داند که طلسم قیمت تا چه زمان ادامه پیدا خواهد کرد. در عوض شرکت مواجه می‌شود با توزیع احتمال روی مدت زمان ممکن طلسم قیمت. احتمالی که قیمت ادامه پیدا خواهد کرد برای i دوره (i-1) به توان (h-1) است و مدت زمان مورد انتظار h به توان (۱-) است. به عنوان مثال اگر h=۰٫۲۵ سپس یک چهارم شرکت‌ها در هر بازه قیمت خود را مجدداً تنظیم می‌کنند و مدت زمان مورد انتظار برای طلسم قیمت ۴ هست. هیج حد بالایی که طلسم‌های قیمت چه مدت ممکن است ادامه پیدا کنند وجود ندارد. اگرچه احتمال به مرور زمان کاهش پیدا می‌کند اما همیشه به شدت مثبت است. بر خلاف مدل تیلور که همه طلسم‌های قیمت تکمیل شده طول یکسان دارند، در هر زمانی توزیع مدت‌های طلسم قیمت کامل شده وجود خواهد داشت.
در مدل‌های وابسته به وضعیت، تصمیم به تغییر قیمت‌ها بر اساس تغییرات در بازار است و به گذر زمان ربطی ندارد. اکثر مدل‌ها تصمیم را شرح می‌دهند تا قیمت‌ها را به قیمت‌های منو تبدیل کنند. شرکت‌ها قیمت‌ها را تغییر می‌دهند زمانی که سود تغییر دادن یک قیمت بیشتر از هزینه منو تغییر دادن یک قیمت شود. تغییرات قیمت در طول زمان می‌تواند دسته دسته یا مبهوت شوند. در مدل‌های وابسته به حالت نسبت به مدل‌های وابسته به زمان قیمت‌ها سریع تر تغییر پیدا می‌کنند و شوک‌های پولی نیز سریع تر هستند. مثال‌های مدل‌های وابسته به وضعیت شامل مدلی که توسط گولوسو و لوکاس و مدلی که توسط داتسی، کینگ و ولمن پیشنهاد شده‌است می‌شود.

## اهمیت در اقتصاد کلان
در اقتصاد کلان چسبندگی اسمی در شرح دادن اینکه چطور پول می‌تواند به اقتصاد واقعی تأثیر بگذارد و این که چرا دوگانگی کلاسیکی شکست خورد حیاتی است. اگر قیمت‌ها و دستمزدهای اسمی کاملاً انعطاف‌پذیر بودند، همیشه سازگار می‌شدند به طوری که تعادل در اقتصاد وجود داشت. بدین ترتیب برای مثال شوک‌های پولی منجر به تغییرات در سطح قیمت‌های اسمی می‌شدند یعنی مقادیر را (به عنوان مثال تولید و استخدام) بدون تأثیر رها می‌کردند. برای اینکه پول تأثیر واقعی داشته باشد درجه‌ای از چسبندگی قیمت مورد نیاز است به طوری که قیمت‌ها (و دستمزدها) به سرعت واکنش نشان ندهند؛ بنابراین قیمت‌های چسبندگی نقش مهمی را در تئوری اقتصاد کلان کنزی و تفکر جدید کنزی اجرا می‌کنند. اقتصاددان‌های کنزی پیشنهاد می‌کنند که بازارها موفق به شفاف سازی نمی‌شوند به این سبب که قیمت‌ها در زمانی که افت تقاضا وجود دارد موفق به حرکت به سوی سطوح پاکسازی بازار نمی‌شوند. دیکسون و هانسن نشان دادند که حتی اگر بخشی از اقتصاد دارای قیمت‌های چسبندگی باشد این موضوع می‌تواند به قیمت‌های موجود در دیگر بخش‌ها اثر بگذارد و مجر به کم واکنش شدن قیمت‌ها به تغییرات در تقاضا شود. بدین ترتیب چسبندگی قیمت و دستمزد در یک بخش می‌تواند سرریز شود و هدایت کند به اقتصادی که بیشتر به راه کنزی رفتار کند.

## اطلاعات چسبنده
در اقتصاد کلان اطلاعات چسبنده اطلاعات قدیمی‌ای هستند که توسط عوامل به عنوان پایه و اساس رفتارشان استفاده شده (یعنی اطلاعاتی که وقایع جدید را به حساب نمی‌آورند). اولین مدل اطلاعات چسبنده توسط فیشر در مقالهٔ او در سال ۱۹۷۷ ایجاد شده‌است. فرض کنید که ۲ اتحادیه در اقتصاد وجود دارد که به نوبت دستمزد هارا تعیین می‌کنند. وقتی که نوبت یک اتحادیه است، اتحادیه دستمزدها را که برای ۲ دورهٔ آینده تعیین خواهد کرد انتخاب می‌کند. در مقابل مدل تیلور که قیمت اسمی در طول زمان قرار داد ثابت است در مدل فیشر اتحادیه می‌تواند دستمزد متفاوتی برای هر بازه از مدت زمان قرارداد انتخاب کند. نکتهٔ کلیدی این است که اتحادیه با استفاده از اطلاعات به روز برای انتخاب دستمزدهای دو بازهٔ آینده، قرارداد جدید خود را تنظیم می‌کند؛ بنابراین اتحادیه دیگر، دستمزد خود را بر اساس قراردادی که در دورهٔ قبلی تنظیم شده‌است تنظیم می‌کند که بر اساس اطلاعات قدیمی است.
اهمیت اطلاعات چسبنده در مدل فیشر این است که درحالی که دستمزدها در برخی از بخش‌های اقتصاد به آخرین اطلاعات واکنش نشان می‌دهند دیگر بخش‌ها این گونه نیست. این موضوع پیامدهای مهمی برای سیاست‌های پولی دارد. تغییری ناگهانی در سیاست پولی می‌تواند اثرات واقعی داشته باشد به دلیل بخشی که در آن دستمزدها شانسی برای وفق دادن با اطلاعات جدید ندارند.

## تحول مدل‌های اطلاعات چسبنده
مدل‌های اطلاعات چسبنده چسبندگی اسمی ندارند: شرکت‌ها و اتحادیه‌ها آزاد هستند تا دستمزدها یا قیمت‌های مختلف را برای هر دوره انتخاب کنند. این اطلاعات است که چسبنده است نه قیمت‌ها. بدین ترتیب زمانی که یک سازمان شانس می‌آورد و می‌تواند قیمت‌های خال حاضر و آینده خود را دوباره برنامه‌ریزی کند، سازمان مسیری انتخاب خواهد کرد از آنچه که باور دارد قیمت مطلوب حال حاضر و آینده خواهد بود. به‌طور کلی مفهوم ذکر شده شامل تنظیم قیمتی متفاوت برای هر بازه خواهد شد که تحت پوشش یک برنامه‌ریزی است.
این موضوع با شواهد تجربی از قیمت‌ها در تضاد است. در حال حاضر مطالعات بسیاری در مورد چسبندگی قیمت در کشورهای مختلف وجود دارد. این مطالعات همگی نشان می‌دهند که درحالی که بخش‌های مختلفی وجود دارد که در آن‌ها قیمت‌ها مرتباً تغییر می‌کنند، بخش‌های دیگری نیز وجود دارد که قیمت‌ها در طول زمان ثابت می‌مانند. فقدان چسبندگی قیمت در مدل اطلاعات چسبنده ناسازگاری رفتار قیمت‌ها در اکثر اقتصاد است. این موضوع تلاش‌هایی را برای تنظیم مدل چسبندگی دوگانه هدایت کرده‌است که شامل اطلاعات چسبنده و قیمت‌های چسبنده می‌شود.

## فرض تورم چسبنده
فرض تورم چسبنده بیان می‌کند که وقتی کارخانه‌ها قیمت خود را تعیین می‌کنند به دلایل متعددی قیمت‌ها به تغییرات در سیاست‌های پولی به آرامی واکنش نشان می‌دهند. این امر نرخ تورم را به سازگاری در طول زمان هدایت می‌کند. علاوه بر این در زمینهٔ مدل کوتاه مدت پیامدی وجود دارد که دوگانگی کلاسیک زمانی که تورم چسبنده وجود دارد آن را توجیه نمی‌کند. مسئله این است که سیاست پولی به متغیرهای واقعی تأثیر می‌گذارد. تورم چسبنده می‌تواند توسط تورم مورد انتظار، تورم فشار دستمزد (افزایش مذاکره شده در دستمزد) به وجود آید و تورم موقت توسط مالیات‌ها به وجود می‌آید. تورم چسبنده تبدیل به یک مشکل می‌شود، زمانی که تولید اقتصادی کاهش پیدا کند درحالی که تورم افزایش پیدا می‌کند که به رکود تورمی نیز شناخته می‌شود.
همان‌طور که تولید اقتصادی کاهش و بیکاری افزایش پیدا می‌کند، زمانی که تورم چسبنده وجود دارد استاندارد زندگی سریع تر افت می‌کند. در مدل کوتاه مدت نه تنها تورم به سیاست‌های پولی واکنش نمی‌دهد بلکه انبساط پولی به خوبی انقباض پولی هر دو می‌توانند اثرات منفی بر استاندار زندگی داشته باشند.